# Історія Німеччини

Сучасний прапор Німеччини

Німеччина на сучасній карті Європи.

Істо́рія Німе́ччини (нім. Die Geschichte Deutschlands) — історія територій сучасної Німеччини, її народу та інших етносів, котрі проживають на землях Німеччини, від доісторичних часів до теперішнього часу.
Уявлення про Німеччину як про окремий регіон в центральній Європі можна простежити до римського полководця Юлія Цезаря, який називав непідкорені на сході землі «Германія», аби відрізняти її від «Галії» (Франція), яку він підкорив. Перемога германських племен в битві в Тевтобурзькому лісі (9 р. н. е.) врятували їх від анексії Римською імперією. Після падіння Римської імперії франки підкорили решту західногерманських племен. Коли Франкська імперія була поділена в 843 році серед нащадків Карла Великого, східна частина стала Східним Франкським королівством. В 962 році Оттон Великий став першим імператором Священної Римської імперії, німецької держави в середньовіччі.
Протягом Високого Середньовіччя князі та принци здобули більше влади за рахунок імператорів. Мартін Лютер став на чолі протестантського руху проти Католицької церкви після 1517 року, внаслідок якого північні держави стали протестантськими, а південні залишились католицькими. Між ними сталась Тридцятирічна війна (1618—1648 рр.), через яку постраждали понад 20 мільйонів цивільних осіб. 1648 рік став останнім роком Священної Римської імперії, та роком появи сучасної системи національних держав, але Німеччина була поділена на багато незалежних держав, зокрема, Пруссію, Баварію, та Саксонію.
Після Французької революції та Наполеонівських воєн (1803—1815 рр.) стався крах феодальної системи, а лібералізм та націоналізм зіштовхнулись з силами реакції. Березнева революція 1848 року провалилась. Промислова революція сприяла модернізації німецької економіки, стрімкій урбанізації та появі соціалістичного руху в Німеччині. Пруссія, зі столицею в Берліні, ставала міцнішою. Німецькі університети стали науковими центрами світового рівня, розквітли музика та мистецтво. Об'єднання німецьких держав в Німецьку імперію відбулось в 1871 році під проводом прусського канцлера Отто фон Бісмарка. Рейхстаг, вибірний парламент, мав обмежений вплив на правління імперії.
На початку ХХ століття економіка Німеччини досягла рівня економіки Великої Британії, що дозволило їй вдатись до колоніальної експансії та змагатись за морське домінування. Німеччина очолила коаліцію центральних держав у Першій світовій війні (1914—1918 рр.) проти Франції, Великої Британії, та Росії (до 1917 р). Зазнавши поразки та будучи частково окупованою, Німеччина була зобов'язана Версальським договором виплачувати репарації, втратила колонії, Польські землі та Ельзас-Лотарингію. Внаслідок Німецької революції 1918—1919 років був скинутий Кайзер і монархи, та створена Веймарська республіка, нестабільна парламентська демократія.
На початку 1930-х, глобальна Велика депресія завдала важкого удару по економіці Німеччини, безробіття стрімко зросло, люди втратили довіру до державної влади. В 1933 році до влади прийшли Націонал-Соціалісти на чолі з Гітлером, та встановили тоталітарний режим. Політична опозиція була або ув'язнена, або розстріляна. Зовнішня політика стала агресивною, була анексована Австрія та захоплені частини Чехословаччини, нападом на Польщу була розпочата Друга світова війна. Після укладання договору про мир з Радянським Союзом в 1939 році, Нацистам вдалось захопити майже всю Західну Європу. В Німеччині та на окупованих землях Голокост забрав життя шістьох мільйонів євреїв, та п'ятьох мільйонів поляків, румунів, слов'ян, громадян СРСР та інших. Однак, напад в 1941 році на Радянський Союз провалився, а після вступу Сполучених Штатів до війни, Велика Британія стала базою для авіаційних бомбардувань німецьких міст. Після висадки союзників у Нормандії німецька армія опинилась під ударом з усіх фронтів та зазнала остаточної поразки в травні 1945 року.
В часи окупації Німеччина була поділена, була проведена кампанія денацифікації, а початок Холодної війни призвів до поділу на капіталістичну Західну та комуністичну Східну Німеччину. Мільйони етнічних німців втекли з контрольованих Радянським Союзом територій в Західну Німеччину, яка пережила період стрімкого розвитку та стала домінуючою економікою в Західній Європі. Західна Німеччина була переозброєна в 1950-ті роки як член НАТО, та без доступу до ядерної зброї. Французько-Німецьке партнерство лягло в основу політичної інтеграції країн Західної Європи в Європейський Союз. В 1989 році стався крах комунізму і Східна Німеччина була возз'єднана з Західною в 1990 році.

## Давні часи

### Доісторичний період
Перші поселення на територіях Південної й Центральної Німеччини з'явилися на початку кам'яної доби (600—300 тисяч років тому), що підтверджується виявленням поблизу міста Гайдельберга найдавніших у Європі кісткових рештків людини. Багато знахідок стоянок первісних людей мустьєрської культури, що як вважають належала неандертальцям — бл. 130 — 30 тис. рр. тому. Добу пізнього палеоліту на території сучасної Німеччини відкрила оріньяцька археологічна культура (бл. 35 — 26 тис. рр. тому), яка належала кроманьйонцям. В часи палеоліту і мезоліту перші люди на території сучасної Німеччини займалися в основному мисливством, збиральством та рибальством. Добу неоліту в Німеччині започаткувало населення археологічних культур Ертебелле на півночі та лінійно-стрічкової кераміки на решті території. Це кінець 6-го — перша половина 5-го тис. до н. е. Люди неоліту вже вміли займатися землеробством, домашнім скотарством та виробляли кераміку з глини. Наступна велика зміна в історичному розвитку населення Німеччини відбулася з приходом культури шнурової кераміки — бл. 2800—2200 рр. до н. е. Населення цієї культури вже точно можна віднести до індоєвропейців за їхньою мовою. Також це був початок використання бронзових виробів. Наприкінці 3-го тис. до н. е. єдина культура  шнурової кераміки розпалась на велику кількість регіональних культур, в яких можна побачити утворення різних племен, зокрема кельтів на півдні, центрі і заході Німеччини та германців на півночі. У 12-8 століттях до н. е. у північних районах Німеччини, що примикали до Балтійського і Північного морів, панувала археологічна культура нордійська бронза, а на решті території культура полів поховальних урн. Залізну добу на території сучасної Німеччини започаткувала гальштатська культура кельтів бл. 800 р. до н. е., а до германців вміння виробляти залізні вироби прийшло бл. 500 р. до н. е.

### Германські племена 750 до н.е.— 600р.

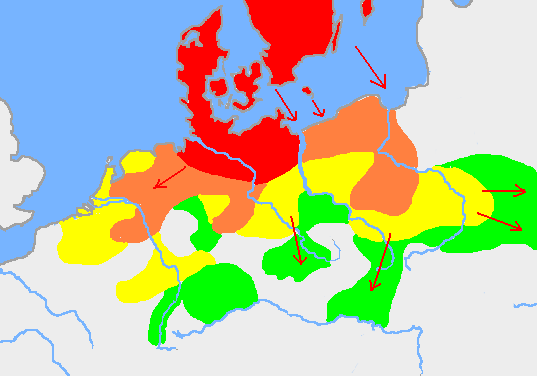
Розселення германських племен 750 до н. е. — 1 р. н. е.

Вважається, що етногенез германських племен відбувся протягом скандинавської бронзової, або, найпізніше, доримської залізної доби. В першому столітті до н. е. германські племена почали розселення з півдня Скандинавського півострова та північної Німеччини на південь, схід та захід, де вступили в контакт з племенами кельтів з Галлії, а також з іранськими, балтійськими, та слов'янськими племенами в східній Європі.
Порівняно мало відомо про ранню історію германських племен, їхня історія вивчається за письмовими згадками про контакти з Римською імперією, етимологічними дослідженнями, та археологічними знахідками.
На початку першого століття, римські легіони провели тривалу військову кампанію в Германії, на землях на північ від верхів'я Дунаю та на схід від Рейну, намагаючись просунути кордони імперії та скоротити фронт. Вони змогли підкорити декілька германських племен, зокрема херусків. Племенам вдалось вивчити тактику римської армії та зберегти племінну ідентичність. Сучасна Німеччина, на схід від Рейну, залишилась за межами Римської імперії. Близько 100 р., коли була написана Германія Тацита, племена германців оселились вздовж Рейну та Дунаю (верхньогерманський-реційський лімес), зайнявши більшу частину сучасної Німеччини; Австрія, південна частина Баварії, та захід Рейнської області, однак, були римськими провінціями. В третьому столітті виникли великі західно-германські племена: алемани, франки, хатти, сакси, фризи, сугамбри, та тюринги. Близько 260 р., германські племена перейшли лімес та Дунай до контрольованих римлянами земель.

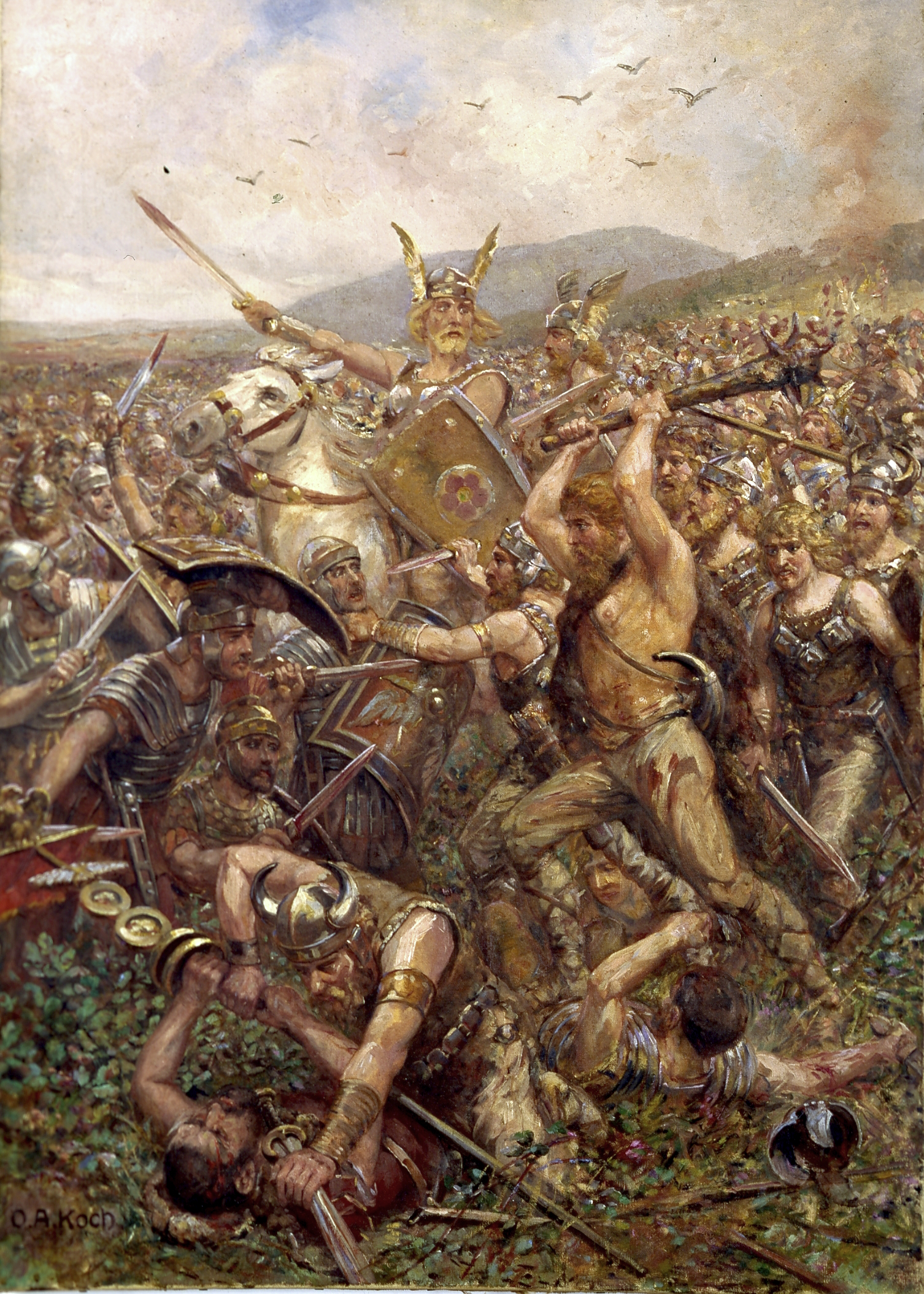
Малюнок битви в Тевтобурзькому лісі в 9 р., яка завершилась перемогою германців.

Починаючи з XV століття німецькі історики відзначали перемогу Армінія, вождя племені херусків, який 9 р. здобув перемогу над римлянами в битві в Тевтобурзькому лісі, як початок історії Німеччини.
Сім великих німецькомовних племен, вестготи, остготи, вандали, бургунди, лангобарди, сакси та франки рушили на захід та взяли участь в перетворенні народів Західної Римської імперії. Незаселені регіони тогочасної Німеччини були загарбані гунами, що стало одним з чинників початку періоду великого переселення народів. Домінування гунів в Німеччині тривало до 469 р.

### Племенні князівства
Племенні князівства в Німеччині утворились на землях, контрольованих старими племенами в цьому регіоні. Зокрема, це були франки, сакси, алемани, бургунди, тюринги, та руги. В V столітті бургунди переселились на землі контрольовані римлянами, які згодом стали Нижньою Бургундією. На їхнє місце до Німеччини переселились саксони та франки. Ругії, які були розбиті Одоакром в 487 році, утворили нову конфедерацію германців, Баварію. Німецькі племена були нарешті підкорені франками, алеманами в 496 та 505 р., та тюрингами в 531 р.

### Франки
Меровінзькі королі з племен германських франків підкорили північну Галлію в 486 році. В V та VI століттях меровінзькі королі підкорили ще декілька германських племен та поставили їх під контроль князів змішаної тубільно-франкської крові. Франкських колоністів спонукали оселятись на щойно завойованих землях. І хоча тубільним германським племенам дозволялось зберегти свої закони, їх примушували приймати християнство.

#### Франкське королівство

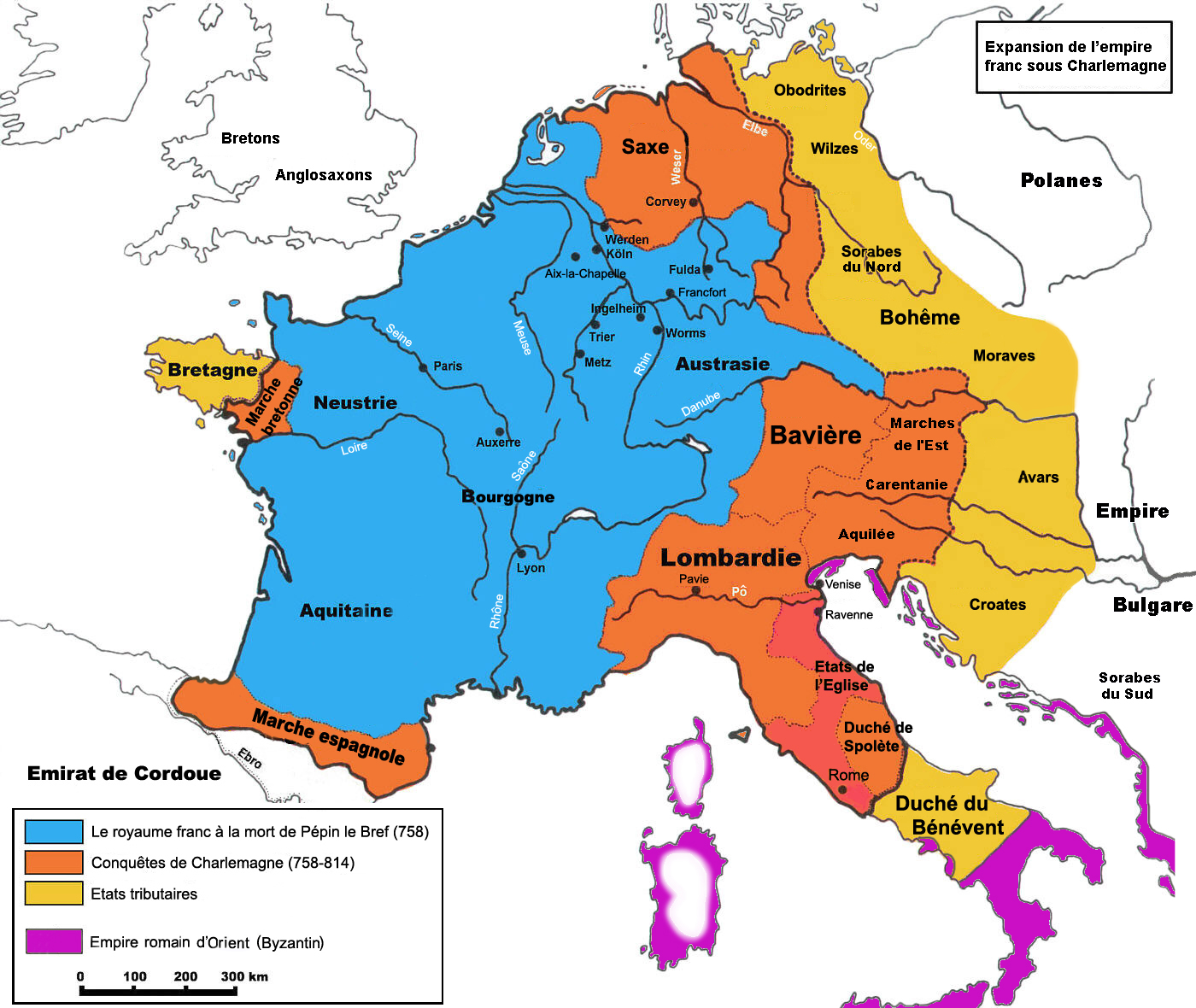
Франкське королівство: Правління Піпіна ІІІ в 758 р. (синій), завоювання Карла І Великого до 814 р. (червоний), князівства та залежні держави (жовтий).

Після падіння Західної Римської імперії, франки створили імперію під правлінням меровінгських королів та підкорили інші германські племена. Швабія стала графством в складі Франкської імперії в 496 році, після битви при Толбіаці. Вже король Хлотар I правив більшою частиною сучасної Німеччини, та здійснював експедиції до Саксонії, а південно-східна частина сучасної Німеччини залишилась під впливом остготів. В 531 році сакси та франки зруйнували королівство тюрингів. Сакси оселяються в місцевостях до річки Унструт.
Під час поділу Франкської імперії, франкські землі належали Австразії. В 718 р. франкський мажордом Карл Мартел виступив з війною проти Саксонії, через надану нею підтримкою Нейстрії. В 743 р. Карломан розпочав війну проти Саксонії, оскільки сакси підтримали герцога Баварії Оділона.
В 751 р. Піпін ІІІ, мажордом при меровінзькому королі, сам проголосив себе королем та був помазаний Церквою. Франкські королі стали захисниками Папи, Карл І Великий розпочав тривалу військову кампанію проти найбільших супротивників, саксів та аварів. Сакси (в результаті саксонських воєн, 772—804 рр.) та авари були підкорені та були вимушені прийняти нову віру, а їхні землі були анексовані імперією Каролінгів.

## Середньовіччя
Після смерті в 768 р. короля франків Піпіна Короткого, його син Карл консолідував владу в королівстві та став відомим як «Карл Великий». З 771 р. до смерті в 814 р. Карл Великий збільшив імперію каролінгів за рахунок північної Італії та територій всіх західний германських племен, включно з саксами та баварами. 800 р. влада Карла Великого була підтверджена коронацією імператором в Римі. Імперські фортеці (Kaiserpfalzen) перетворились на економічні та культурні центри, Аахен був одним з найвідоміших.
Починаючи з 843 р. і до 880 р., коли завершились війни між онуками Карла Великого, Імперія каролінгів була поділена на декілька частин за Верденським (843 р.), Мерсенським (870 р.) та Рібмонським (880 р.) договорами. Німецький регіон виділився зі Східного королівства Франків. Починаючи з 919 р. і до 936 р. германські племена (франки, сакси, шваби, та баварці) були об'єднанні під правлінням Генріха І Птахолова, який став королем. Вперше була використана назва королівство (імперія) германців (Regnum Teutonicorum) для позначення королівства франків, хоча слово Teutonicorum спочатку мало значення ближче до «країна германських племен», або «германська країна».

### Оттон І Великий
В 936 р. в Аахені був коронований Оттон I Великий; коронація Папою в Римі в 962 р. ознаменувало створення Священної Римської імперії германських племен. Оттон підсилив владу монарха підтвердивши намір скористатись старими правами каролінгів на церковні призначення. Він відібрав у знаті право призначати єпископів та абатів, які контролювали багато землі. На додачу, Оттон відновив стару програму каролінгів призначення місіонерів у прикордонні райони. Оттон підтримував целібат для вищого духовенства. Таким чином, церковні посади не могли передаватись у спадок. Даючи землю у власність призначеним ним абатам та єпископам, Оттон перетворив їх на «імперських князів» (нім. Reichsfürsten). Це дозволило Оттону створити національну церкву. Зовнішні загрози королівству були стримані завдяки вирішальній перемозі над угорцями в битві на Лехському полі в 955 р. Також були підкорені слов'янські племена між Ельбою та Одером. Оттон виступив з наступом на Рим та скинув з папського престолу Папу Івана XII та взяв під контроль вибори Папи, створивши прецедент імперського контролю в майбутні роки.
Під час правління сина Конрада II, Генріх III (1039—1056 рр.), Священна Римська імперія підтримала клюнійські реформи — Божий Мир, заборона симонії та вимогу целібату для священиків. Вплив імператора на Папу досяг вершини. Під час боротьби за інвеститури між Генріхом IV та Папою Григорієм VII — за право призначати на церковні посади — після відлучення від церкви імператор мав підкоритись Папі в Каноссі в 1077 р. Вормський конкордат 1122 р. допоміг досягти тимчасового перемир'я між Генріхом V та Папою. Наслідком боротьби за інвеститур стало послаблення Оттонської церкви (нім. Reichskirche) та посилення секулярних імперських князів.
В роки з 1096 і до 1291 тривала епоха хрестових походів. Були створені релігійні лицарські ордени, зокрема Ордени Тамплієрів, Госпітальєрів та Тевтонський орден.

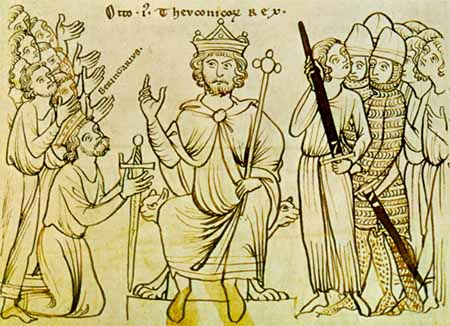
Оттон І (літопис 12 ст.)

1176 — поразка імперських військ при Леньяно зірвала плани завоювання італійських міст.
XII в. — Генріх Лев захопив землі слов'янського племені ободритів і заснував герцогство Мекленбург. Альбрехт Ведмідь зайняв територію лютичів і створив маркграфство Бранденбург. Початок німецьких завоювань на сході — «Дранг нах Остен». XIII в. — орден Мечоносців захопив землі ливів і естів, а Тевтонський Орден — землі балтійського племені пруссів. У XII — XIII ст. німецькі князі (особливо саксонські) у результаті хрестових походів захопили землі ободритів, лютичів, пруссів, литів і естів. Подальшу експансію німецьких лицарів на Схід припинили слов'янські народи (Льодове побоїще 1242, Грюнвальдська битва 1410).
У 13 — 15 ст. німецькі міста зосередили в своїх руках посередницьку торгівлю у Європі. Об'єднання північнонімецьких міст у торговельний союз — Ганза. 1356 р. — «Золота булла» Карла IV узаконила політичну роздрібненість Німеччини. Великі князі (курфюрсти) мали право обирати імператора. З 1438 по 1806 роки імператорський престол у Німеччині посідали Габсбурги.

### Поселення та міста

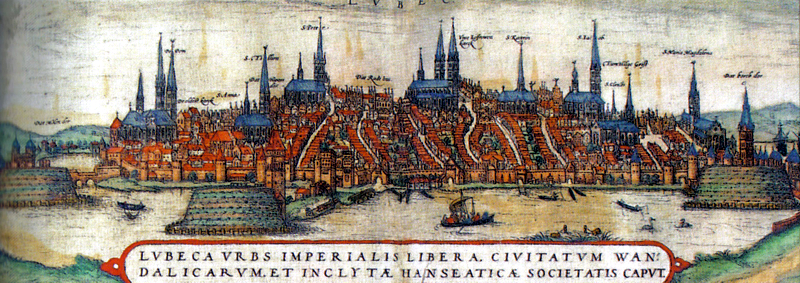
Любек, XV століття

Населення на германських землях досягло близько 5—6 мільйонів. Переважна більшість була фермерами, зазвичай закріпачених, під владою державної знаті та монастирів. Розпочалась поява та розвиток міст. Починаючи з 1100 р. стали з'являтись нові міста навколо імперських фортець, замків, палаців єпископів та монастирів. Міста почали встановлювати міські права та свободи. Декілька міст, зокрема Кельн, отримали статус вільних імперських міст, і не залежали від принців чи єпископів, а були підпорядковані безпосередньо Імператору. Містами керували патриції (купці, які торгували з віддаленими країнами). Були створені ремісничі гільдії, в яких були встановлені суворі правила та які намагались отримати контроль над містами; деякі були відкриті для жінок. Суспільство було поділене на суворо розмежовані класи: чиновництва, лікарів, купців, різні ремісничі гільдії; повне громадянство не надавалось жебракам. Виникли політичні конфлікти через питання оподаткування, державних видатків, регуляції підприємництва, нагляду за ринком, та меж корпоративної автономії.

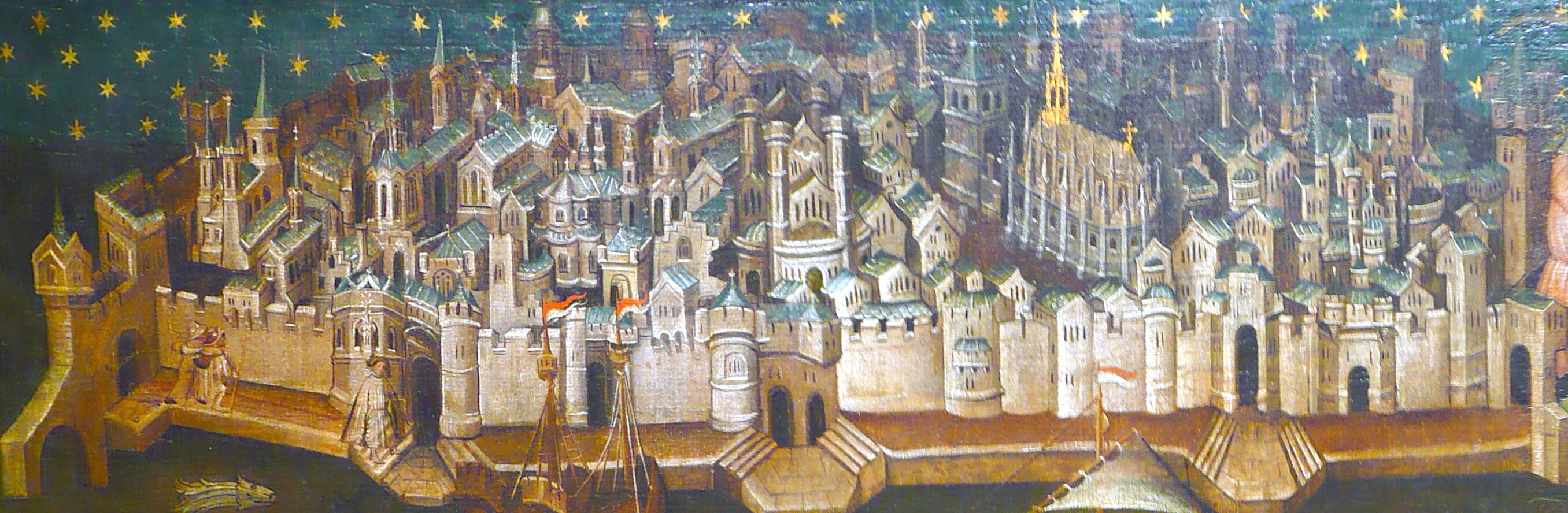
Кельн, близько 1411 р.

Зручне розташування Кельна на Рейні на перетині великих торговельних шляхів між сходом та заходом сприяло швидкому розвитку міста. Структура економіки Кельна в середньовіччі була визначена статусом основного порту та транспортного вузла на Рейні. Тут проживали архієпископи, які правили навколишніми землями та (з 1248 до 1880) побудували Кельнський собор, священні реліквії якого зробили його місцем паломництва багатьох прочан. В 1288 році місто здобуло незалежність від архієпископа (який переїхав до Бонна), керівництво ним взяли на себе мешканці.

#### Ганзейська унія
Торгівля з віддаленими містами Балтійського моря стала інтенсивнішою, коли основні торгові міста об'єднались в Ганзейську унію на чолі з містом Любек.

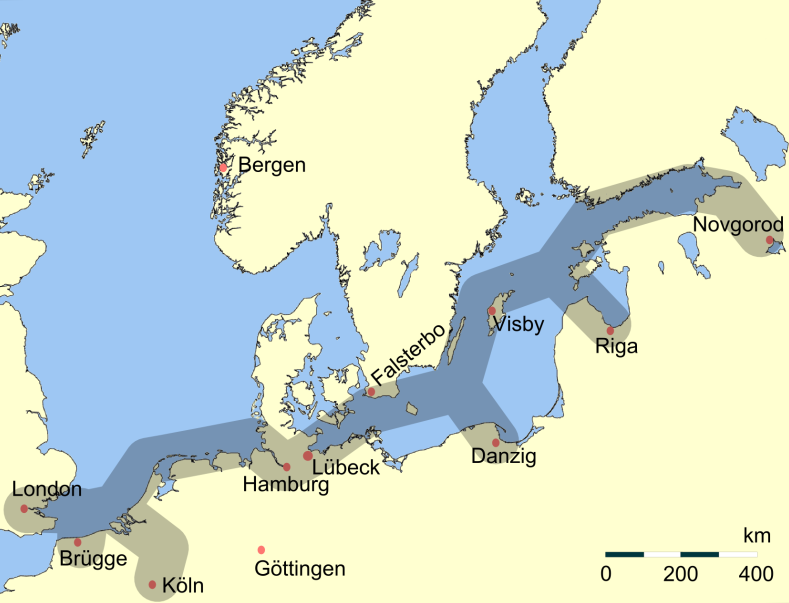
Основні торговельні шляхи Ганзейської унії

Підприємницький союз торговельних міст та промислових гільдій домінували в торгівлі вздовж узбережжя Північної Європи з 1200 до 1500 років. Основними містами були Кельн на Рейні, Гамбург та Бремен на узбережжі Північного моря та Любек на Балтиці.
Кожне ганзейське місто мало власну правову систему та певний ступінь політичної автономії.

### Розселення на схід
Почалась міграція німців на схід, переважно до населених слов'янами земель на схід від Ельби, таких як Богемія, Сілезія, Померанія, та Лівонія. Мігранти створювали нові поселення та міста. В 1226 р. Тевтонські лицарі розпочали підкорення Пруссії. Лицарі завойували та навернули у християнство тубільних балтійських пруссів. Були створені німецькі міста вздовж східного узбережжя Балтійського моря.

### Церква та держава

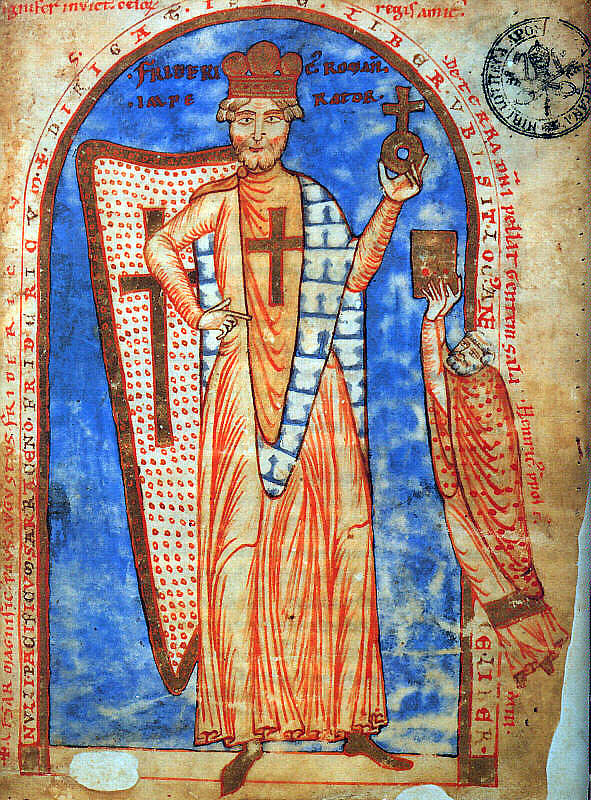
Фрідріх I Барбаросса, імператор Священної Римської імперії з 1155 до 1190 рр.

Генріх V (1085—1125), праправнук Конрада II, став імператором Священної Римської імперії в 1106 році в розпал громадянської війни. Сподіваючись взяти під контроль церкву в імперії, Генріх V призначив Адальберта з Саарбрюкена архієпископом Майнца в 1111 році. Адальберт став вдаватись до застосування впливу Церкви проти цивільної влади, тобто, Імператора. Це спричинило «кризу 1111 року», частину тривалішого конфлікту навколо інвеститур. В 1137 році магнати висунули представника династії Гогенштауфенів, Конрада III на престол. Конрад III спробував позбавити Генріха Вельфа двох герцогств, що призвело до війни на півдні Німеччини. Країна розкололась на два табори. Перший називав себе «Вельфи», за прізвищем родини Генріха, панівної династії в Баварії. Другий табір мав назву «Ґібелліни». Спочатку, вельфи підтримували церковну незалежність та «партикуляризм» (посилення місцевих герцогств за рахунок послаблення імперської влади). Ґібелліни, натомість, підтримували контроль над церквою з боку сильної централізованої імперської влади.
В 1152—1190 рр., під час правління імператора Фрідріха I Барбаросси, аби владнати тривалий конфлікт між династіями Вельфів та Бабенбергів за владу над Баварією, в 1156 році Баварія була передана главі дому Вельфів Генріху Леву. Згідно з «Privilegium Minus» 1156 р., Австрія, яка раніше була маркграфством, підвищувалась до статусу герцогства. Барбаросса спробував відновити владу над Італією. В 1177 році була досягнута остаточна домовленість між імператором та Папою.
Генріх Лев був засуджений в 1180 році, Баварія була передена Оттону Віттельсбаху (засновнику династії Віттельсбахів, які правили Баварією до 1918 року), а Саксонія була розділена.
В 1184—1186 рр. імперія Гогенштауфенів під керівництвом Барбаросси досягла своєї вершини, коли у Майнці був проведений Райхсфест (нім. Reichsfest), а син Барбаросси Генріх одружився з норманською принцесою Констанцією з Сицилії. Влада феодалів була послаблена за рахунок призначення «міністерій» (невільників імператора) на посади службовців. Розквітло придворне життя та лицарство, що призвело до створення німецької культури та літератури (див. Вольфрам фон Ешенбах).
В 1212—1250 рр. Фрідріх II створив сучасну державу з професійним адміністративним апаратом. Він відновив завоювання Італії, що створило новий конфлікт з Папством. Імперія надала широкі автономні права церковним та світським принцам, що призвело до появи незалежних держав. Боротьба з Папою сильно послабила імперію, а Фрідріх II був тричі відлучений від церкви. Після смерті Фрідріха II, династія Гогенштауфенів втратила владу, після чого деякий час не було імператора.
Провал переговорів між імператором Людовиком IV та папою призвів до проголошення шістьма курфюрстами Ренської декларації в 1338 році, згідно з якою, обраний більшістю курфюрстів кандидат відразу отримував титул монарха та владу в імперії без затвердження папою.
В 1346—1378 рр. імператор Людовик IV намагався відновити повну владу в імперії.

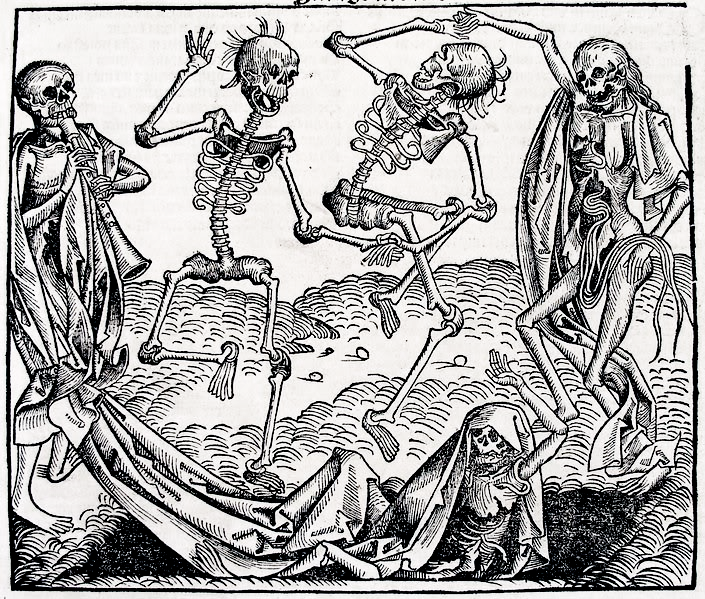
В середині XIV століття пандемія чорної смерті поширилась в Німеччині та всій Європі (Танок Смерті, Міхаель Вольгемут).

В 1350-ті роки Німеччина та більша частина Європи була спустошена пандемією чорної смерті. Євреїв переслідували через релігійні та економічні конфлікти, багатьом довелось втекти до Польщі.
Золота булла 1356 року регламентувала обрання німецького короля (імператора) колегією семи імперських курфюрстів (архієпископів Майнца, Тріра і Кельна, короля Чехії, Рейнського пфальцграфа, герцога Саксонії і маркграфа Бранденбургу) і визначала права цих курфюрстів.
Після лих XIV століття та внаслідок економічних, релігійних, та політичних змін, поступово з'являється раннє сучасне європейське суспільство. Поява монетарної (грошової) економіки спровокувала соціальний конфлікт між лицарями та селянами. Поступово, замість феодальної, стала формуватись прото-капіталістична система. Родина Фуггерів стала відомою завдяки успішному підприємництву та фінансовій активності, та стала фінансувати як церковних, так і світських правителів.
Монополія на зброю та військову справу лицарів була послаблена з появою найманої армії та піхоти. Стала поширеним явищем організоване грабіжництво. Починаючи з 1438 року Габсбурги, які контролювали південно-східну частину імперії (приблизно сучасна Австрія та Словенія, та Богемія та Моравія після смерті короля Людовика II в 1526 р.), утримували посаду імператора Священної Римської імперії до 1806 року (за винятком 1742—1745 років). Однак, це призвело до посилення розбіжностей серед місцевих правителів Священної Римської імперії та завадило деяким частинам країни об'єднатись в національні держави на зразок Франції та Англії.
Максиміліан I, який правив в 1493—1519 рр., намагався реформувати імперію: був створений імперський верховний суд (нім. Reichskammergericht), встановлені імперські податки, посилені імперські збори (нім. Reichstag). Реформи, однак, не вдалось провести повністю через розпад імперії.

### Наука та культура
В XII столітті, Хільдегарда Бінгенська написала декілька впливових праць з теології, ботаніки, та медицини, а також листи, літургічні пісні, вірші, та, ймовірно, найстарішу з відомих моральних драм, та спостерігала за створенням мініатюрних ілюмінованих рукописів. Близько 100 років потому, Вальтер фон дер Фогельвайде (бл. 1170-бл. 1230) став дуже популярним ліричним поетом в Німеччині. Близько 1439 року, Йоганн Гутенберг, мешканець Майнцу, першим в Європі став використовувати спосіб друкарства з рухомими літерами та винайшов друкарський верстат, чим розпочав друкарську революцію. Винаходи та праці Гутенберга, (як Біблія Гутенберга) зіграли ключову роль для виникнення реформації та наукової революції. На зламі століть, Альбрехт Дюрер з Нюрнберга, став відомим по всій Європі як живописець, рисувальник, гравер, математик, теоретик местецтва ще у віці двадцти років, та забезпечив собі репутацію одного з найважливіших діячів Північного Відродження.

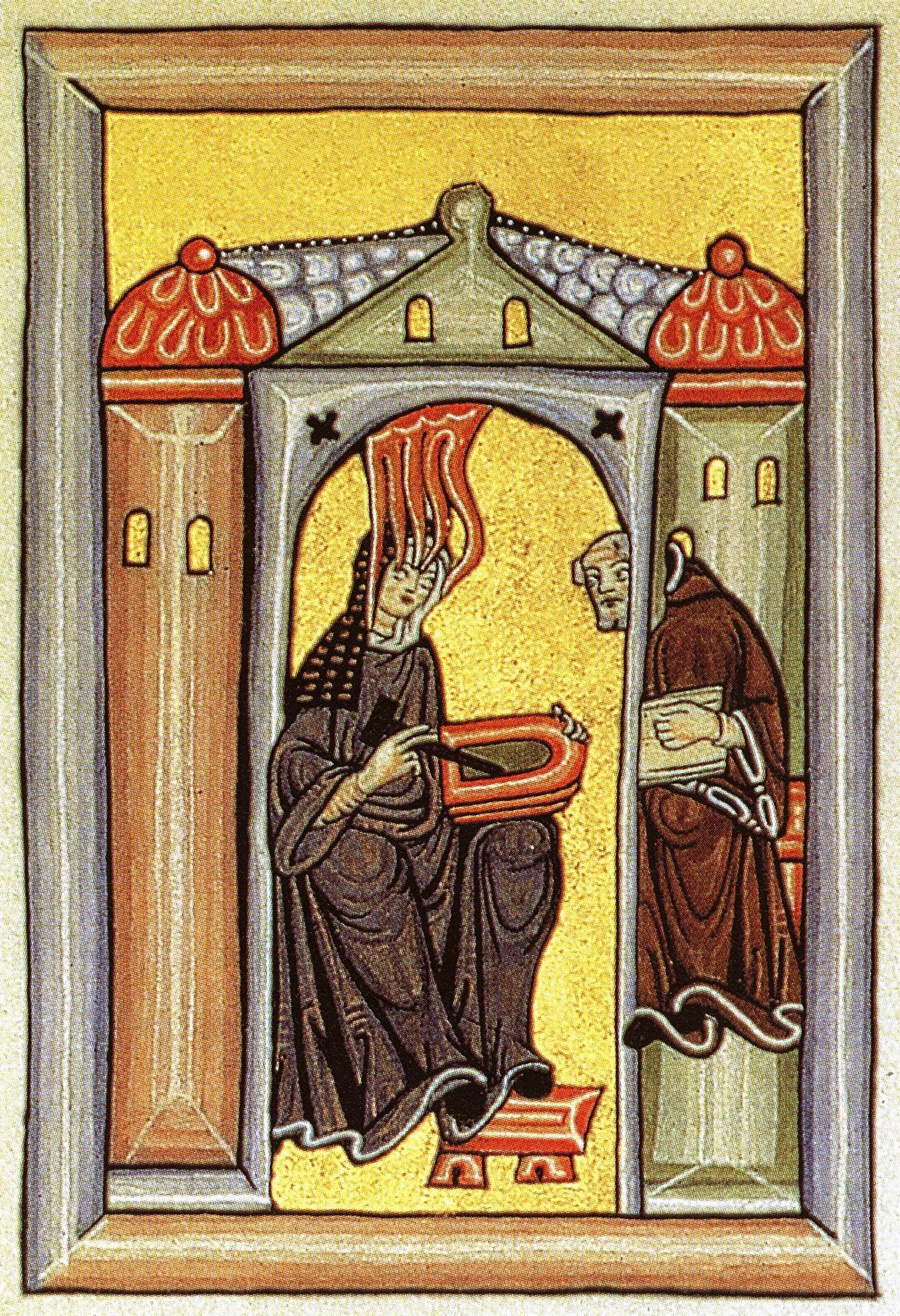
Хільдегарда Бінгенська (1098-1179)
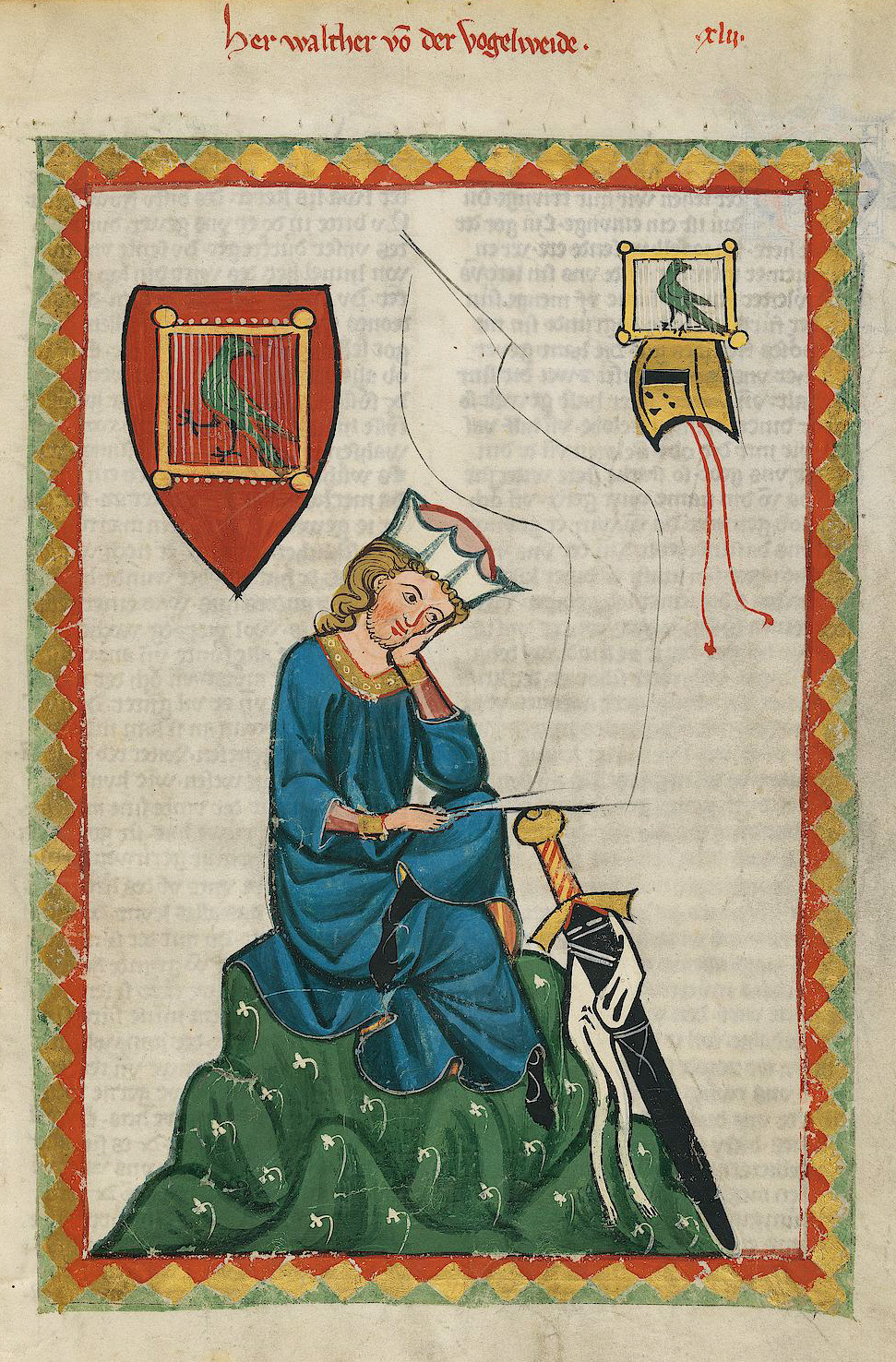
Вальтер фон дер Фогельвайде (бл. 1170-1230)
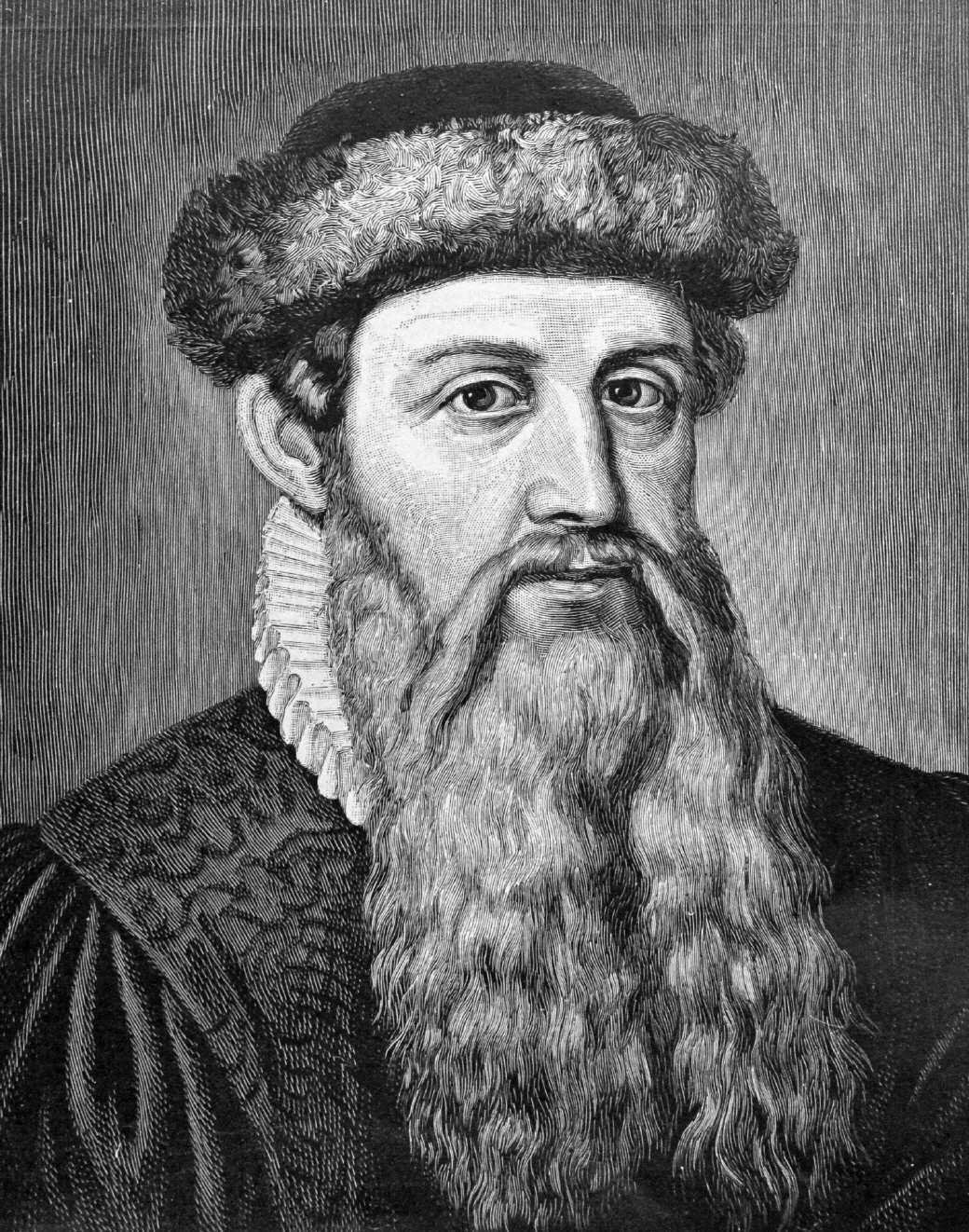
Йоганн Гутенберг (бл. 1398-1468)
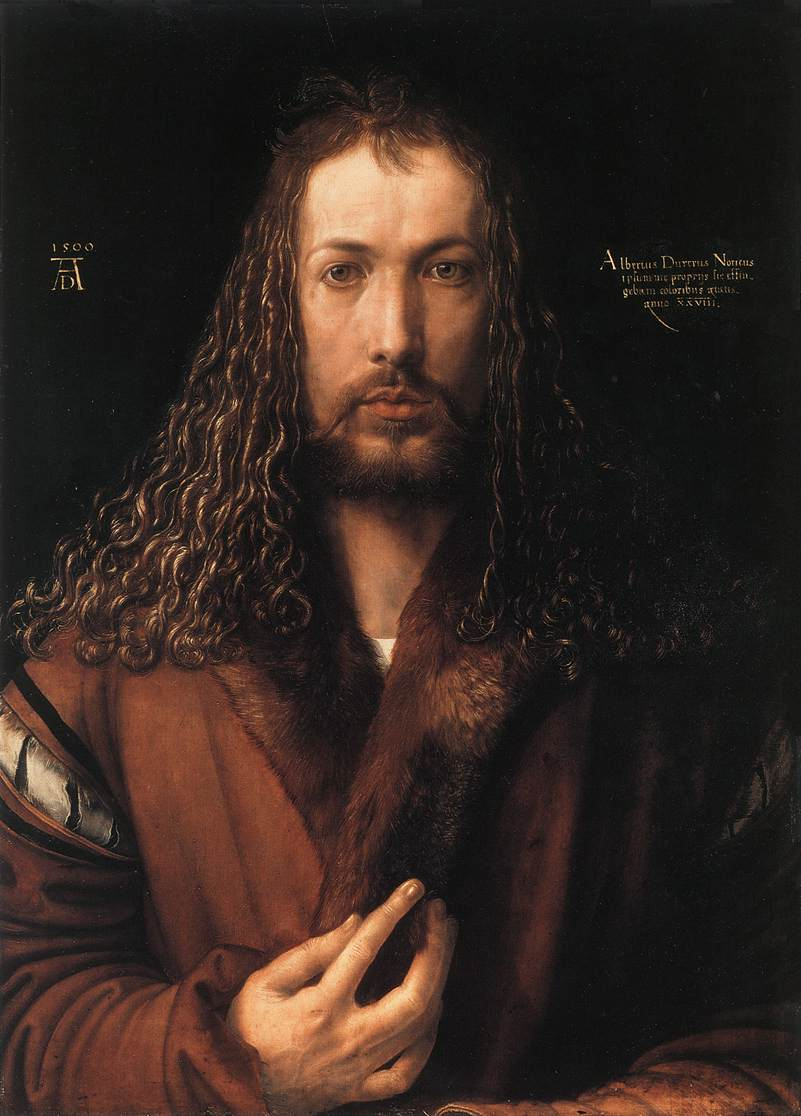
Альбрехт Дюрер (1471-1528)

## Новий час

Прапор Священної Римської імперії з XV до XIX століття.

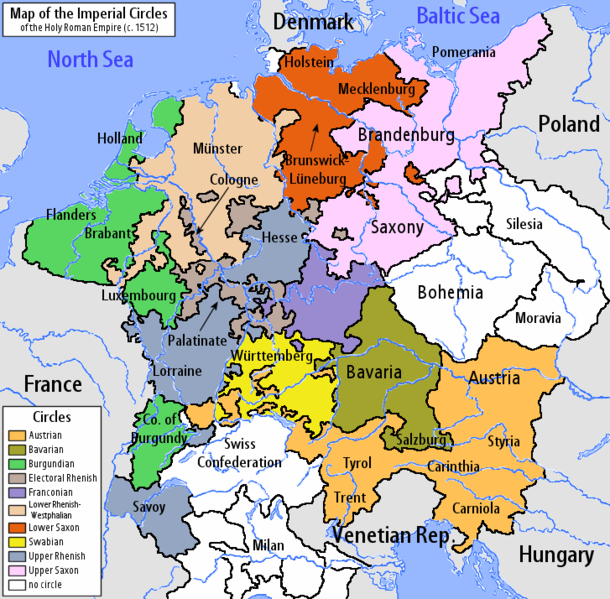
Священна Римська імперія, 1512 р.

### Реформація
У 1517 році (виступ М. Лютера) розпочалася Реформація — масовий рух проти католицької церкви. Його ідейним натхненником став професор Вітенбергського університету Лютер, який виступив 31 жовтня 1517 року з 95 тезами проти торгівлі індульгенціями. Наслідком цього руху стала Селянська війна, що почалася у 1525 році й охопила Швабію, Франконію, Саксонію і Тюрингію. Розгром селян і плебейства, а також послідуюче посилення влади князів, довершили процес політичного розпаду Німеччини і надовго прирекли її на стан роздрібненості. Після Селянської війни селяни на два століття потрапили у замкову залежність, що перешкоджало розвитку промисловості у Німеччині в 16-17 століттях. У другій половині 16 — на початку 17 ст. Німеччина зазнала економічного занепаду.
1524 — 1526 р. — селянське антифеодальне повстання (ідеолог — Т. Мюнцер). Придушене владою.

#### Писемність

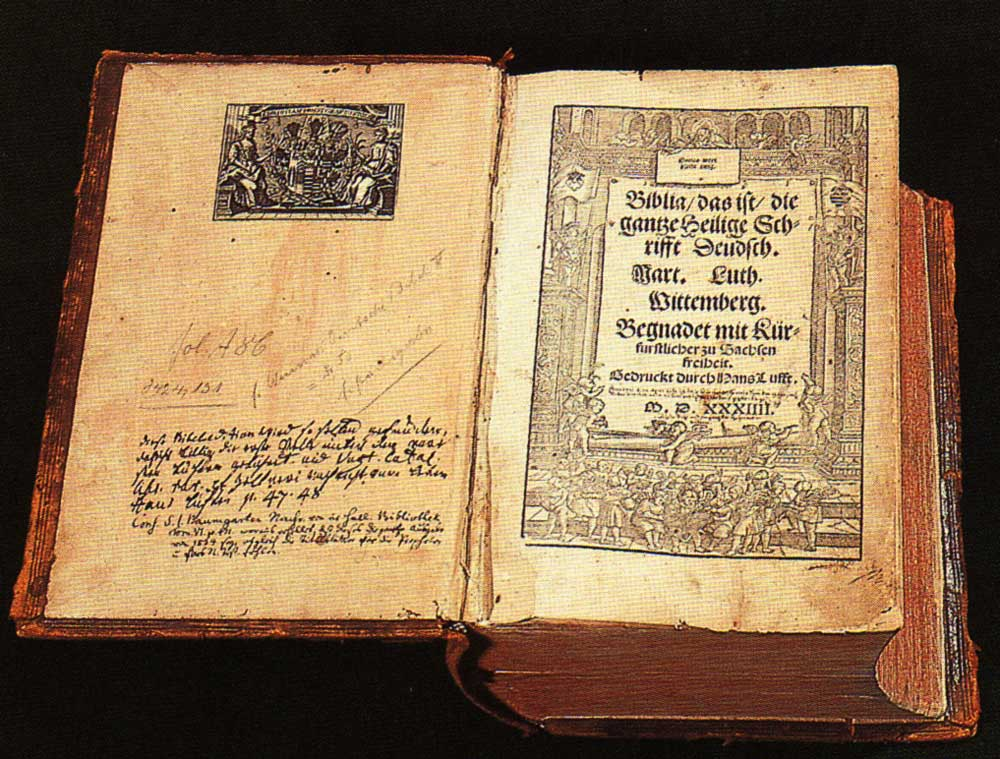
Біблія, перекладена Лютером на сучасну літературну німецьку мову, 1534.

Реформація стала тріумфом поширення писемності та нового друкарського верстата. Зроблений Лютером переклад Біблії німецькою мовою став поворотним моментом як для підвищення рівня писемності, так і друку та поширеню релігійних книжок і памфлетів. Починаючи з 1517 р. релігійні памфлети наводнили Німеччину та більшу частину Європи. Вже в 1530 р. було випущено понад 10 000 видань, загальний наклад склав близько десяти мільйонів. Таким чином, реформація була революцією, яку спричинили нові засоби поширення інформації. Зображенням «доброї» та «поганої» церков Лютер посилив атаки на Рим. Так стало зрозуміло, що друк можна використати для пропаганди окремих ідей реформації. Письменники епохи Реформації користувались дореформеним стилем, кліше, стереотипами, та змінювали їх для власних потреб. Особливо ефективними були написані Лютером Малий Катехізис, для батьків, та Великий Катехізис для пасторів. Користуючись народною, простішою мовою, вони описували діяння Апостолів. Ілюстрації в щойно перекладеній Біблії та багатьох трактатах сприяли поширенню ідей Лютера. Лукас Кранах Старший, видатний художник, який мав підтримку курфюрста Фрідріха Мудрого, був близьким другом Лютера, та зробив ілюстрації для його теології адресованого широкому загалу. Він додав драматизму поглядам Лютера на відносини між Старим та Новим Заповітами, беручи до уваги, при цьому, дбайливе ставлення Лютера до належного і неналежного використання зображень.

### Тридцятирічна війна

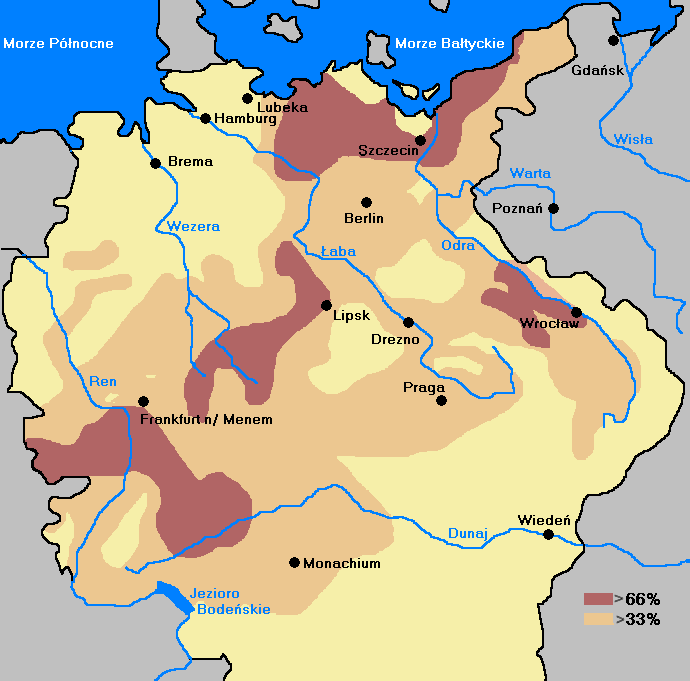
Зменшення населення Священної Римської імперії внаслідок Тридцятирічної війни.

Розпочавшись в 1618 р. та закінчившись в 1648 р. Європою прокотилась Тридцятирічна війна. Конфлікт стався через протистояння між католиками та протестантами, прагнення різних держав посилити свій вплив в імперії, а також через прагнення імператора-католика здобути релігійну та політичну єдність в імперії. Безпосереднім початком війни стало повстання протестантської знаті в Богемії проти імператора, але конфлікт був поширений на решту Європи через втручання короля Кристіана IV Данського, Густава II Адольфа Шведського та Франції з Кардиналом Рішельє. Німеччина перетворилась на основне поле битв у війні та опинилась в центрі конфлікту фінансових кіл Франції та Габсбургів за домінування в Європі.
Битви часто виходили з-під контролю, банди з сотень або тисяч зголоднілих солдатів вдавались до мародерства, розносили чуму, грабували та вбивали населення. Організовані армії із року в рік проходили однією й тією ж місцевістю, стягуючи великі податки з міст, відбираючи у селян худобу та харчі без компенсації. Спричинене трьома десятиліттями війни соціальне потрясіння стрімке зменшення населення через вбивства, хвороби, неврожаї, зниження народжуваності, руйнування міст, та еміграцію переляканого населення. За однією оцінкою, населення зменшилось на 38 % з 16 мільйонів в 1618 р. до 10 мільйонів в 1650 р., а за іншою, населення скоротилось на 20 %, з 20 до 16 мільйонів. Особливо постраждали регіони Альтмарк та Вюртемберг. Для повного відродження Німеччини знадобилось ціле покоління.. Війна завершилась укладанням Вестфальського мирного договору в 1648 р., який закріпив політичну роздрібненість Німеччини на 300 світських і духовних князівств. У XVII—XVIII століттях формально існувала «Священна римська імперія німецької нації», але фактична влада була зосереджена в руках самостійних князів. На 30 мільйонів жителів доводилося 297 самостійних держав-князівств. Серед них були тільки два більш-менш великих державних утворення: Австрія і Бранденбург. Частина території Імперії перейшла до Франції та Швеції, а Нідерланди офіційно покинули Імперію.
У 1614 році курфюрст Бранденбургу Іоганн приєднав до своїх володінь Прусське герцогство, що стало основою Прусської держави. У 1701 р. Пруссія стала королівством. У XVII — XVIII ст. з понад 300 існуючих на теренах Німеччини держав виділилися Пруссія і Австрія, які боролися за панування у Німеччині. Австрія і Пруссія брали участь у поділах Польщі 1772, 1793 і 1795 років, вели війни проти Франції. Пруссія значно розширила свою територію і стала претендувати на роль об'єднувача всієї Німеччини.

### Наука
Вирішальний науковий прогрес був досягнутий в XVI та XVII століттях, особливо в астрономії, математиці та фізиці. В 1543 році, астроном Миколай Коперник з Торуні видав працю De revolutionibus orbium coelestium, де вперше була викладена загальна геліоцентрична космологія, яка прибрала Землю з центру Всесвіту. Майже через 70 років після смерті Коперніка, на основі розроблених ним теорій математик, астроном та астролог Йоганн Кеплер з Штуттгарта відіграв ключову роль в науковій революції в XVII столітті. Він найбільш відомий завдяки названим на його честь законам руху планет, які були виписані астрономами на основі його праць Astronomia nova та Harmonices Mundi. Ці праці мали вплив на сучасника Коперніка, науковця Галілео Галілея, та стали однією з основ теорії універсальної гравітації Ісаака Ньютона.

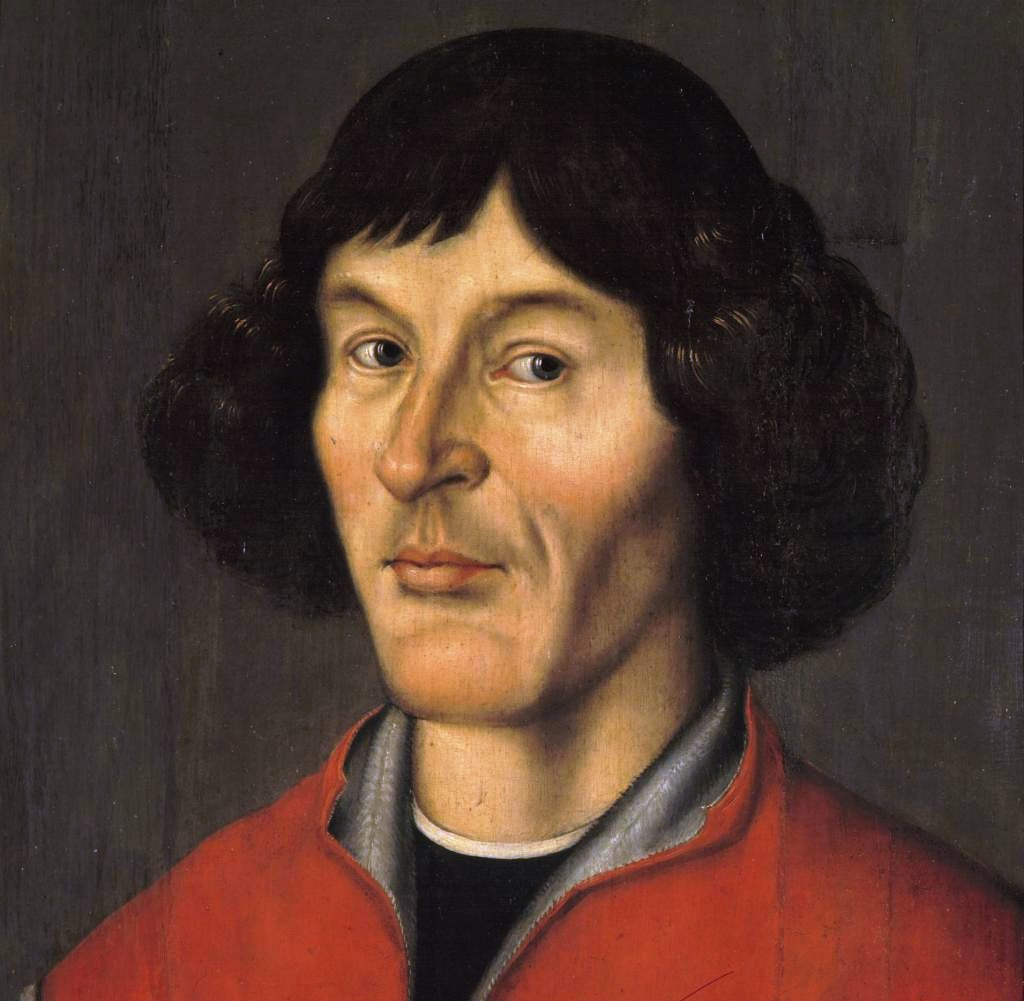
Миколай Коперник (1473-1543)
Йоганн Кеплер (1571-1630)

### Наполеонівські війни
У 1803—1804 Наполеон ліквідував дрібні німецькі держави і створив Рейнський союз. Священна Римська імперія перестала існувати.
1806 р. — жорстокий розгром пруських військ Наполеоном під Йеною. Пруссія втратила половину своїх володінь. «Священна Римська імперія німецької нації» була ліквідована. Під протекторатом Наполеона був створений Рейнський союз, куди ввійшли 21 німецька держава, а в 1807 після розгрому Пруссії у цей союз увійшла вся Західна Німеччина.
1813 р. — поразка французів у битві під Лейпцигом («Битва народів»). Рейнський союз розпався.
За рішенням Віденського конгресу в 1814—1815 роках було створено Німецький союз з 39 держав, керівну роль у якому відігравала Австрія. Він проіснував до 1866.
1848—1849 р. — буржуазно-демократична революція в Німеччині зазнала поразки.

### Об'єднання Німеччини під проводом Прусії

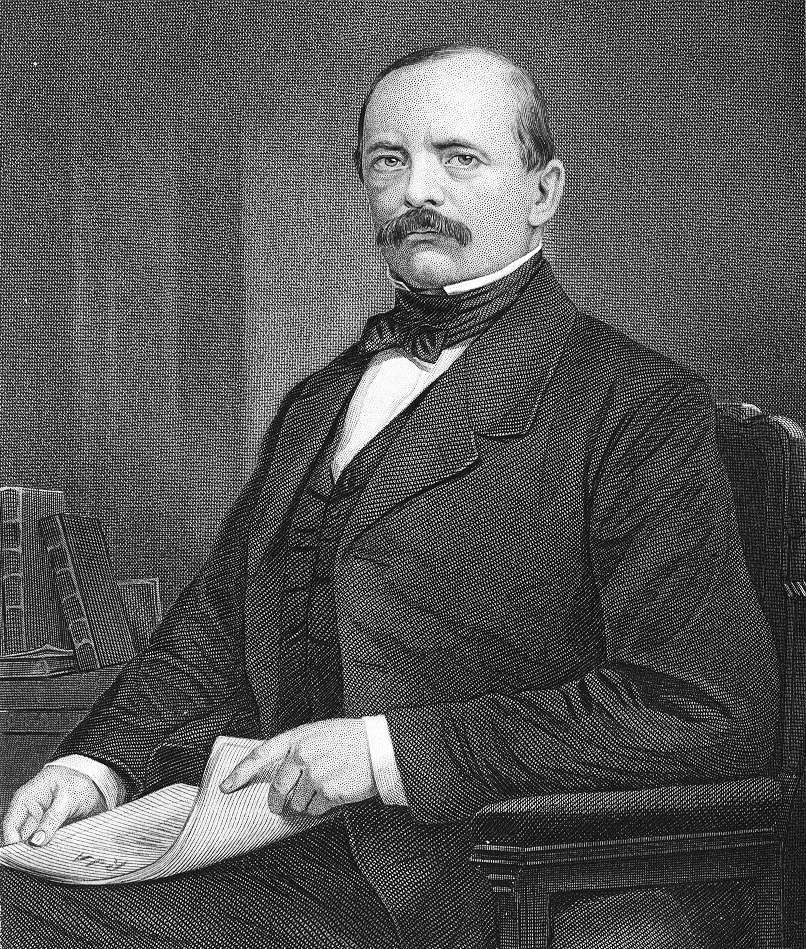
Отто фон Бісмарк

В другій половині XIX століття Австрія і Пруссія були державами-суперниками в процесі об'єднання німецьких земель.
1862 р. — прусський канцлер О. Бісмарк почав політику об'єднання німецьких земель навколо Пруссії.
1866 р. — вирішальна перемога прусських військ над австрійцями при Садовій визначила лідируючу роль Пруссії в Німеччині. Результатом цієї перемоги було приєднання до Пруссії дрібних німецьких держав, таких як Ганновер, Кургессен, Нассау, Шлезвіг, Гольштейн. 21 середня і дрібна держава, що знаходилася північніше ріки Майн були об'єднані в Північнонімецький союз, на чолі якого також стала Пруссія. Чотири південно-німецьких держави: Баварія, Баден, Вюртемберг і Гессен-Дармштадт були зв'язані з Пруссією секретним військовим союзом проти Франції.
У 1867 році був створений Митний союз, що охопив усю Німеччину і став економічною основою для повного об'єднання країни. Цьому об'єднанню заважала Франція, що перешкоджала приєднанню до Пруссії чотирьох південно-німецьких держав.
1870 — 1871 р. — перемога Пруссії у франко-прусській війні.

## Німецька імперія (Другий Рейх), 1870—1918

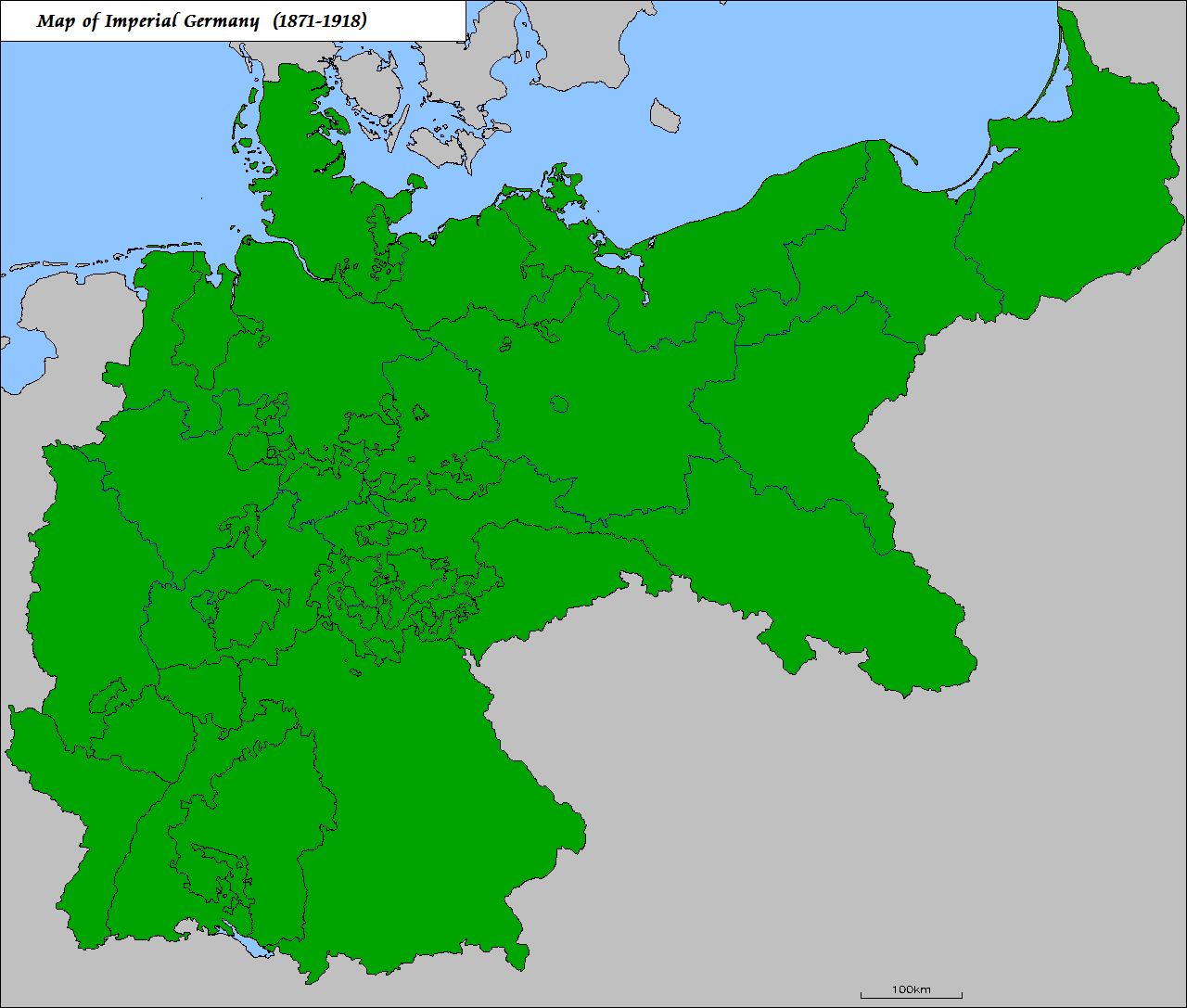
Другий рейх

18 січня 1871 року Німеччину було проголошено імперією на чолі з імператором, яким став прусський король Вільгельм І.
У 1879 році Німеччина уклала союзний договір з Австро-Угорщиною, до них приєдналася Італія (Троїстий союз). Блокові цих держав протистояла Антанта. Наприкінці XIX ст. Німеччина розгорнула політику колоніальних загарбань в південно-західній і східній Африці та районі Тихого океану. Протягом 1884—1885 р. вона встановила протекторат над значними територіями у південно-західній, східній і південно-східній Африці. З 1888 року кайзером стає Вільгельм II.
1914 — 1918 р. — Перша світова війна. Поразка Німеччини і утрата всіх колоній.

## Веймарська республіка (1918—1933)
1918 — Листопадова буржуазно-демократична революція в країні і скинення монархії. У лютому 1919 році у Веймарі відбулися Установчі збори, які прийняли конституцію, яка узаконила встановлення Німеччині парламентської республіки.
1919—1933 р. — Веймарська республіка. Повоєнний розвиток Німеччини відбувався за вкрай несприятливих для неї зовнішньополітичних умов. Версальський договір накладав на країну великий тягар і принижував національну самосвідомість німецького народу, створював усі передумови для зростання нацистських і реваншистських настроїв.
За таких умов Версальські Установчі збори 31 липня 1919 р.прийняли конституцію Німеччини, що набрала чинності 11 серпня 1919 р. Веймарська конституція закріпила заміну напівабсолютиської монархії демократичною парламенською республікою. Президент республіки обирався народним голосуванням. Стаття 48 надавала йому виняткове право на обмеження демократичних свобод у разі порушення суспільної безпеки і загрози правопорядку. Уряд на чолі з рейхсканцлером призначався президентом і потребував довіри рейстагу. Значно посиливши централізацію влади, Веймарська республіка зберегла федеративну структуру: Німеччина складалася з 15 республік (земель) і 3 «вільних міст», що користувалися значною автономією. Конституція проголосила демократичні права громадян, свободу слова, друку, зборів, спілок, надала права для діяльності різноманітним організаціям. Веймарська конституція була однією з найдемократичніших у світі.
29 червня 1919 року був підписаний Версальський договір, що констатував поразку Німеччини у війні. У договорі була передбачена контрибуція, що накладається на Німеччину, і обмеження її збройних сил. У 1921 році була визначена сума репарацій з Німеччини у розмірі 132 млрд марок, а в 1922 Англія і Франція, що перемогли у війні, зажадали встановлення контролю над фінансами Німеччини, що призвело, фактично, до втрати економічної незалежності. Відмова Німеччини від сплати репарацій дала привід Франції і Бельгії окупувати у 1923 році Рурський басейн, що остаточно підірвало економіку Німеччини.

## Влада нацистів і Друга світова війна (1933—1945)
1933 р. — прихід до влади націонал-соціалістів (нацистів), в основі ідеології яких лежав реванш за програш у Першій світовій війні. А. Гітлер стає рейхсканцлером. У 1936—1937 р. був створений військово-політичний блок Німеччини, Японії й Італії.
1938 р. — включення Австрії до складу Німеччини.
1939 р. — окупація чеських земель після Мюнхенської угоди.
1 вересня 1939 р. — напад Німеччини на Польщу — початок ІІ світової війни.
1939—1945 роки — Друга світова війна. Поразка Німеччини від тиску Радянського Союзу, Америки та колишніх союзників.

## Після війни (1945—1990)

Територіальні втрати сучасної Німеччини 1919—1945 рр.

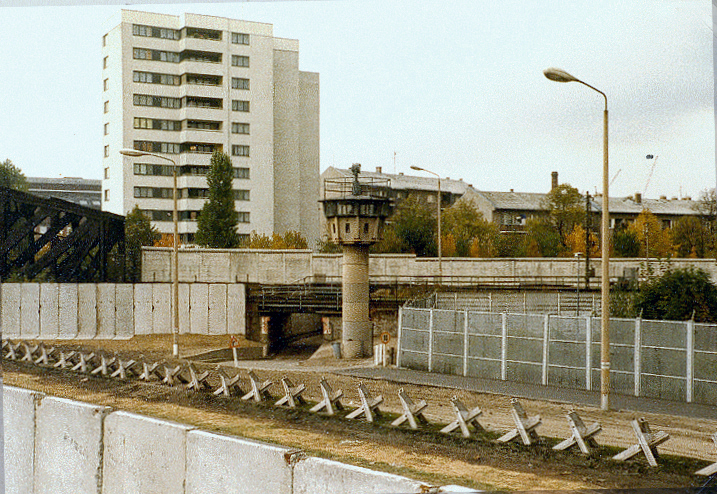
Берлінська стіна

Через поразку Нацистської Німеччини в 1945 році та з початком Холодної війни в 1947 році країна була розділена між двома геополітичними блоками на східну та західну частини. Мільйони біженців зі східної Європи рушили на захід, зокрема, до Західної Німеччини. З'явилось дві нові країни: Федеративна Республіка Німеччина стала парламентською демократією, членом НАТО, одним із засновників майбутнього Європейського союзу та однією з найбільших економік у світі, натомість, Німецька Демократична Республіка перетворилась на тоталітарну комуністичну диктатуру, сателіта Радянського Союзу. Після краху комунізму в 1989 році відбулось возз'єднання Східної Німеччини до Західної.
Досягнення Німеччини в економіці та науці були безсумнівними, але залишалась проблема тривалості повоєнних спогадів, через які європейці ставились до возз'єднаної Німеччини з підозрою.
20 вересня 1949 р. — утворення на території західних окупаційних зон Федеративної Республіки Німеччини (ФРН). 7 жовтня 1949 р. — створення в радянській зоні окупації Німецької Демократичної Республіки (НДР). 1952 р. — у НДР проголошений курс на будівництво соціалізму. 1953 р. — повстання в Східному Берліні й інших містах НДР проти комуністів придушене радянськими військами.
13 серпня 1961 р. — спорудження «Берлінської стіни» і припинення вільного пересування між Західним і Східним Берліном. До цього дня з НДР на захід втекло до 2 млн осіб.
1970 р. — ФРН підписала договори про визнання східних границь зі СРСР, Польщею і, трохи пізніше, з Чехословаччиною.
1973 р. — обидві німецькі держави прийняті в ООН.

### Повоєнний безлад

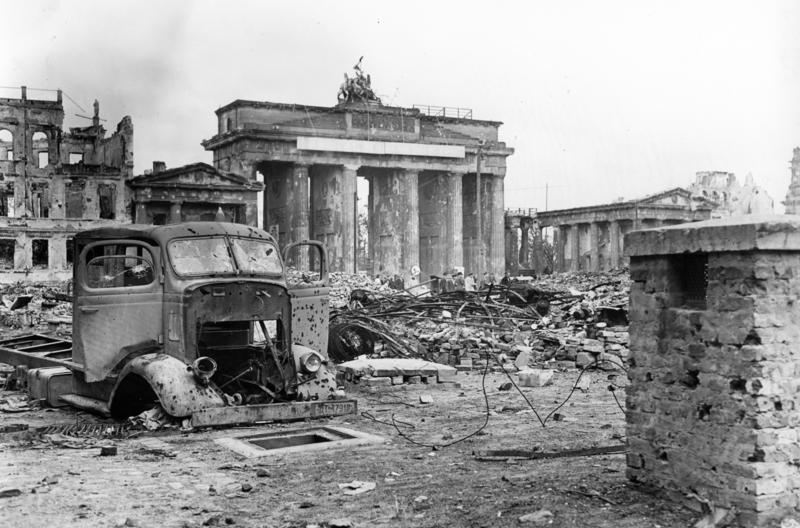
Руїни в Берліні після Другої світової війни, 1945 р.

Людські втрати Німеччини у війні досягали 8 %-10 % від довоєнного населення 69 000 000, або від 5.5 до 7 мільйонів людей. З них 4.5 мільйона військових та від одного до двох мільйонів цивільних. Країною запанував безлад, коли 11 мільйонів ґастарбайтерів та військовополонених рушили додому, а на зустріч їм зі сходу рушили 14 мільйонів біженців та солдатів.

Кордони окупаційних зон після 1945 р. Берлін, розташований в середині радянської окупаційної зони, також був поділений на чотири частини. Зафарбовані білим землі на сході були передані Польщі, Росії, та Литві.

На Потсдамській конференції Німеччина була поділена на чотири військові окупаційні зони та позбулась незалежності до 1949 року. Провінції на схід від Одера та Ниси-Лужицької (лінія Одер-Нейсе) були передані Польщі, Литві, та Росії (Калінінградська область); 6.7 мільйона німців з Польщі та 2.5 з Чехословаччини були вимушені переселитись на захід; більшість з них емігрувала одразу по завершенні війни.
Під час кампанії з денацифікації була звільнена, ув'язнена, або страчена більшість представників вищих ешелонів старого режиму, але така доля оминула чиновників середньої та нижчої ланок. Згідно з ялтинськими домовленостями мільйони військовополонених були використані для примусової праці в Радянському Союзі та інших країнах Європи.
У Східній Німеччині Радянський Союз придушив інакомислення та створив чергову поліцейську державу, колишні нацисти часто потрапляли на роботу в Штазі. Радянський Союз вилучив близько 23 % східнонімецького ВНП через репарації; для Західної Німеччини репарації були значно меншими.
В 1945—1946 рр. становище з житлом та забезпечення харчами було поганим, руйнування транспорту, ринків, фінансової системи уповільнювало відновлення. В Західній Німеччині бомбування знищили четверту частину житлового фонду, понад 10 мільйонів біженців зі сходу були розміщені в таборах. Виробництво продуктів харчування в 1946—1948 рр. дорівнювало лише близько 60 % довоєнного рівня, припинились поставки борошна та м'яса зі сходу. Крім того, припинились поставки харчів з окупованих країн, які підживлювали Німеччину протягом війни. Видобування вугілля скоротилось на 60 %, та потягнуло за собою колапс залізниці, важкої промисловості, опалення. Промислове виробництво скоротилось більш ніж на половину та досягло довоєнних рівнів лише наприкінці 1949 року.
Економічна політика союзників спочатку передбачала деіндустріалізацію та розвиток сільського господарства. Промисловість західних окупаційних секторів зазнала невеликих втрат від бомбардувань. Близько 5 % фабрик були розібрані і вивезені через репарації. Деіндустріалізація стала шкідливою, і США вирішили підтримати створення потужної промисловості в Німеччині для сприяння економічному відновленню в Європі. Сполучені Штати поставляли в 1945—1947 рр. харчі та надали в 1947 р. позику в $600 мільйонів на відновлення німецької промисловості. В травні 1946 року деіндустріалізація завершилась, частково завдяки наполяганню американських військових. Адміністрація Трумана усвідомила, що економічне відновлення в Європі неможливе без відродження промислової бази в Німеччині. В Вашингтоні було вирішено, що «стабільна, заможна Європа потребує економічного внеску стабільної та продуктивної Німеччини».

## Після 1990
3 жовтня 1990 — возз'єднання Німеччини на основі конституції ФРН унаслідок краху комуністичного режиму в НДР і ліквідації цієї країни.
Спочатку, особливо восени 1989, коли впала Берлінська стіна, Німеччину охопила загальна ейфорія. Однак практичні аспекти інтеграції двох різних держав виявилися дуже непростими. Не тільки економіка, але навіть матеріальний стан НДР був значно гіршим, аніж припускали на Заході.
Криза в країні тривала протягом всього правління канцлера Герхарда Шредера (1998—2005). У 2005 вперше в історії Німеччини канцлером стала жінка Анґела Меркель. В липні 2006 країна приймала чемпіонат світу з футболу, що значно підвищило настрій в країні.

### 2011
Через катастрофу на атомній електростанції в Японії, яка сталась унаслідок землетрусу та цунамі, в Німеччині стали переважати погляди проти атомної енергетики, яка виробляє четверту частину від загального обсягу. У відповідь на зміну суспільних настроїв, канцлер Анґела Меркель оголосила про закриття атомних електростанцій протягом наступного десятиліття та заміну втраченої потужності енергією з вітрових та інших альтернативних джерел енергії, а також вугілля та природного газу.

## Суперечки про особливий шлях
Навколо історії Німеччини точиться суперечка істориків про особливий шлях (нім. Sonderweg), який відрізняє розвиток Німеччини від решти країн, а також чи було встановлення нацизму невідворотнім наслідком цього особливого шляху. Прибічники теорії про особливий шлях, такі як Фріц Фішер, вказують на такі події, як революції 1848 року, авторитарне правління в часи Другого Рейху, та неперервність імперської еліти у веймарську добу та період нацизму. Противники, такі як Ґерхард Ріттер, вважають, що прибічники теорії про особливий шлях звертають забагато уваги на окремих подіях, та не помічають інші чинники в історії Німеччини. Серед прибічників теорії особливого шляху Німеччини також точаться суперечки як стосовно причин виникнення особливого шляху, так і того, чим він завершився в 1945 році.